# Eophanes schaedleri
Eophanes schaedleri är en insektsart som först beskrevs av Herman Willem van der Weele 1909.  
Eophanes schaedleri ingår i släktet Eophanes och familjen myrlejonsländor. Inga underarter finns listade i Catalogue of Life.